# 벤 에인즐리
찰스 베네딕트 "벤" 에인즐리 경(영어: Sir Charles Benedict "Ben" Ainslie, CBE, 1977년 2월 5일~)은 영국의 요트 선수이다. 올림픽에 5회 출전해 금메달 4개와 은메달 1개를 획득했으며, 세계 선수권 대회에서 금메달 7개와 동메달 3개를 획득하는 등 세계 최고의 요트 선수 중 한 명으로 활약했다.

## 서훈
- 2001년 대영 제국 훈장 5등급(MBE) 수훈[1]
- 2005년 대영 제국 훈장 4등급(OBE) 수훈[2]
- 2009년 대영 제국 훈장 3등급(CBE) 수훈[3]
- 2013년 기사작위(Knight Bachelor) 서임[4]